# Попелиця вишнева
 Вишнева попелиця  (Myzus cerasi) — дрібні комахи, чорного кольору розміром 1-2 мм, живляться рослинним соком, тим самим уповільнюючи ріст пагонів. Живуть на листках вишнень та черешень, приносячи їм шкоду.

## Життєвий цикл

Колонія попелиць

Зимує в стадії яєць, відкладених біля основи плодових бруньок. Вишнева попелиця — дводомний вид, основна кормова рослина — черешня, а вторинна — підмаренник. Личинки відроджуються з яєць у фенофазу розпускання плодових бруньок. У період масового цвітіння черешні в колоніях попелиці відроджуються самиці-засновниці, які дають початок новим колоніям. Попелиця заселяє лише молоде листя. За сприятливих погодних умов, по закінченні цвітіння, чисельність попелиці зростає, і щільність заселення нею листя обліковували за третім балом. У колоніях попелиці, починаючи з третього покоління, разом із безкрилими самицями розвиваються крилаті мігранти, які перелітають на вторинні рослини. На підмареннику розвивається кілька поколінь безкрилих особин. У третій декаді вересня — жовтні в популяції відроджуються крилаті самці та самиці, які реемігрують на рослину-господаря, де завершують життєвий цикл відкладенням зимуючих яєць.

## Шкідливість

Пошкоджене попелицею листя черешні

Пошкоджує черешню й вишню. Внаслідок життєдіяльності забруднює їхнє листя й приріст липкими екскрементами та личинковими шкурками. За високої щільності популяції, якій сприяють помірно тепла та волога погода, попелиця заселяла плоди. Пошкоджене листя зморщується, чорніє й всихає, пагони відстають у рості, викривляються. За період вегетації розвивається 10-14 поколінь.